# Zementofen (Judendorf-Straßengel)

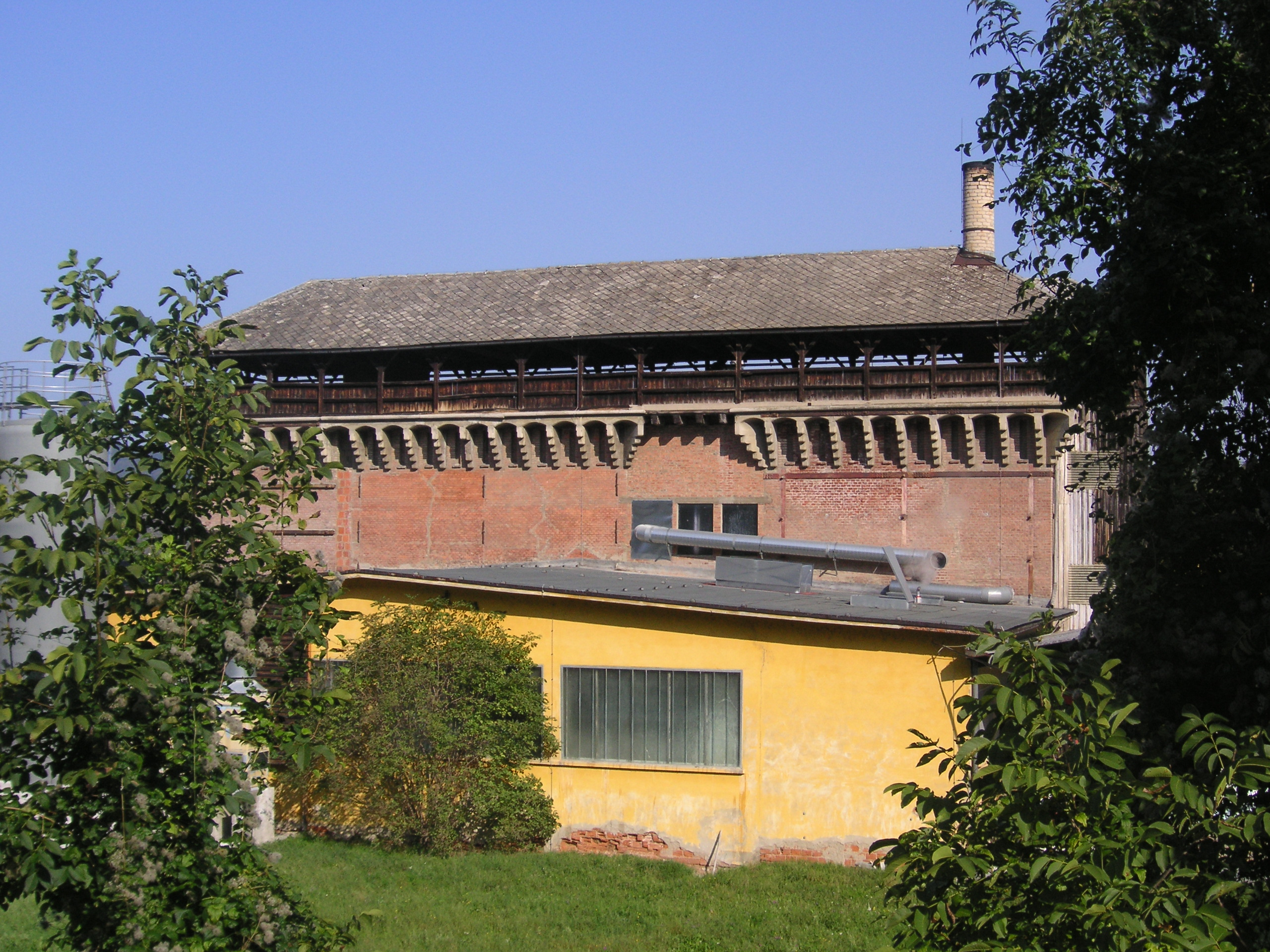
Der Zementofen (2011)

Der ehemalige Zementofen in Judendorf-Straßengel in der Steiermark stammt wahrscheinlich aus dem Jahr 1883 und steht unter Denkmalschutz.

## Lage
Der Ofen steht in Judendorf-Straßengel in der Fabriksstraße 4(–6) auf dem Gelände der Chemieunternehmen "Graier GmbH".

## Geschichte
1868 kaufte Ignaz Walter eine Kreidemühle, die an einem heute nicht mehr existierenden Seitenarm der Mur lag, und baute sie zu einer Zementfabrik um. Das Unternehmen wuchs schnell und stellte zwischen 1871 und 1874 35.000 bis 48.000 Zentner Zement pro Jahr her. Nach Walters Tod im Jahr 1882 kam die Fabrik in den Besitz von Josef Priebsch, der darin vor allem Portlandzement herstellen ließ. Priebsch ließ wahrscheinlich 1883 oder auch etwas später den heute noch erhaltenen Zementofen bauen. 1898 erzeugte die Fabrik rund 10.000 Tonnen Portlandzement, von denen ein Großteil für öffentliche und private Bauten in Graz verwendet wurden. Zwischen 1905 und 1910 ging das Werk an die „Perlmooser Zementfabriks A.G.“. 1955 erwarb die Firma „Graier GmbH“ das Werk, die es zu einer Chemiefabrik umbaute. Der ehemalige Zementofen wird als Silo für Wasserglas genutzt. Bis auf den Zementofen ist heute keines der ursprünglichen Gebäude der Zementfabrik erhalten.

## Beschreibung
Der Zementofen besteht aus einem länglich-rechteckigen, blockförmigen Gebäude, dem eigentlichen Ofenstock, welches vier, mit Schamotteziegeln ausgekleidete Zementhochöfen umschließt. Der Ofenstock besteht aus Ziegelmauerwerk und hat eine Länge von rund 18 Metern und eine Breite von etwa 5 Metern. Auf Höhe der Gichtebene, rund 14,5 Meter über dem Boden, befindet sich eine Gesimsplatte, welche auf Konsolen aus Betonfertigteilen auskragt. Diese Platte hat eine Länge von circa 20 Meter und eine Breite von etwa 7 Meter. Der hölzerne Oberboden wird von einem, auf Stützen sitzenden Walmdach überdacht. An einer der schmalen Seitenwände befindet sich ein Holzvorbau mit einer leiterförmigen Treppe. An derselben Wand befindet sich auch ein kleiner Schornstein der früher dazu benutzt wurde um Rauch und Hitze vom Oberboden abzuleiten.